# Mori Kaku

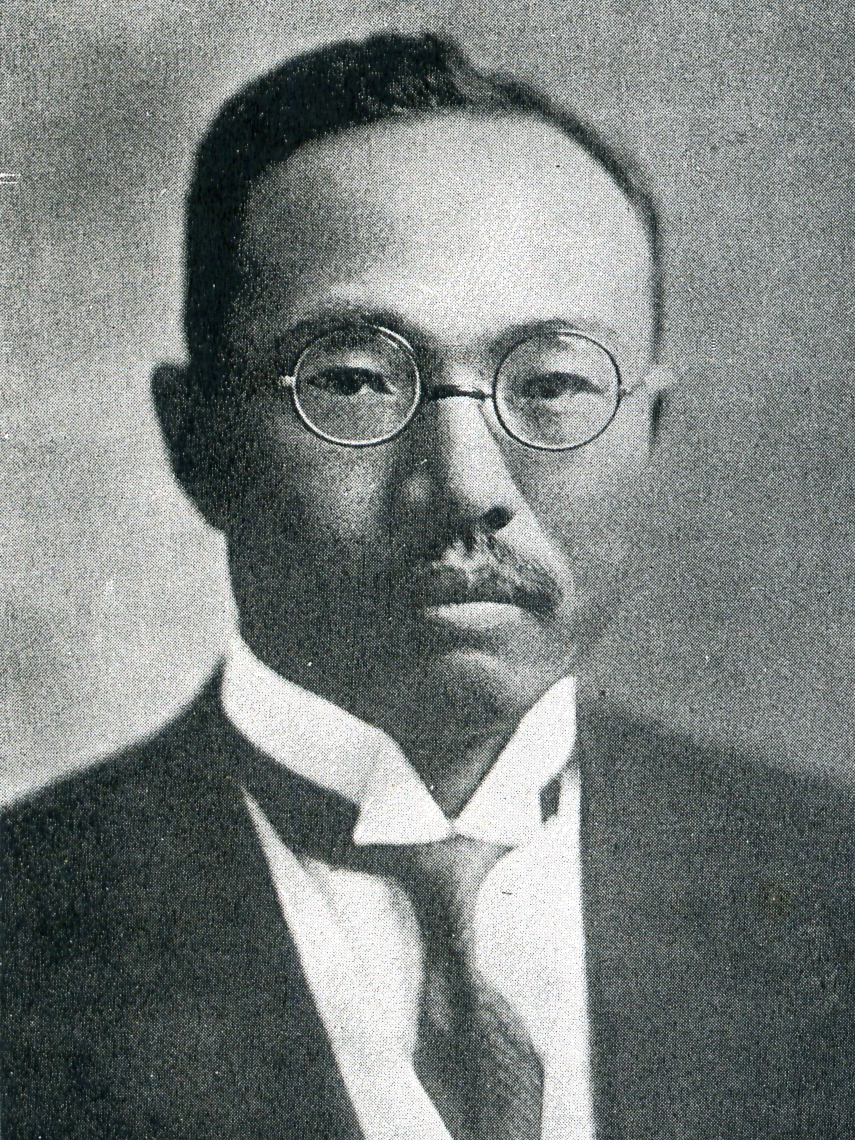
Mori Kaku

Mori Kaku (japanisch 森 恪, Vorname eigentlich Tsutomu gelesen; geboren 28. Februar 1883 in Osaka; gestorben 11. Dezember 1932 in Kamakura (Präfektur Kanagawa)) war ein japanischer Geschäftsmann, dann Politiker.

## Leben und Wirken
Mori Kaku absolvierte die „Industrie- und Handelsmittelschule Tokio“ (東京商工中学校 Tōkyō shōkō chūgakkō; entspricht einer Oberschule der Nachkriegszeit) und strebte schon in jungen Jahren danach, in Asien tätig zu werden. Nachdem er 1905 als Lehrling bei Mitsui Bussan gearbeitet hatte, wurde er Angestellter der Shanghaier Niederlassung des Unternehmens. Er erhielt eine wichtige Position von Yamamoto Jōtarō (1867–1936), dem Filialleiter, und spielte eine aktive Rolle bei der Zusammenarbeit mit Sun Yat-sen und bei der Gründung des Unternehmens „Chūgoku Kōgyō“  (中国興業), des späteren „Chūnichi Jitsugyō“ (中日実業). Mori heiratete eine Nichte des mit Mitsui verbundenen Unternehmers Masuda Takashi. 1914 wurde Mori Leiter der Mitsui-Bussan-Filiale in Tianjin in China.
1920 verließ Mori das Unternehmen und wurde als Vertreter der Rikken Seiyūkai zunächst im 7. Wahlkreis Kanagawa (später in Tochigi) in das Unterhaus des Parlaments gewählt. Innerhalb der Partei gewann er schnell an Bedeutung, und so wurde er 1927 parlamentarischer Vizeminister (seimu-jikan) für auswärtige Angelegenheiten im Kabinett Tanaka Giichi (Tanaka war gleichzeitig Außenminister). Er leitete die „Tōhō Kaigi“ (東方会議) und fungierte praktisch als Minister für Auswärtige Angelegenheiten.
Später wurde Mori Generalsekretär der Seiyūkai. Er förderte gemeinsam mit dem Militär eine aggressive Aggressionspolitik und griff die Shidehara-Diplomatie der Demokratischen Partei an. 1932, nach dem Mukden-Zwischenfall, wurde er im Kabinett Inukai zum Leiter des Kabinettssekretariats ernannt. Er erkrankte und starb am Ende desselben Jahres.
Er verband sich mit dem Militär und trug zur Schwächung der Unabhängigkeit der politischen Parteien bei. Er spielte so eine wichtige Rolle bei ihrem Untergang und dem Aufstieg des Faschismus.